# 庞佩乌·法布拉
庞佩乌·法布拉（加泰隆尼亞語發音：[pumˈpɛw ˈfaβɾə]，1868年2月20日—1948年12月25日），又译庞培·法布拉，是一名西班牙工程师和语法学家。他是当代加泰罗尼亚语规范性改革的主要推動者。

## 生平
1868年，庞佩乌·法布拉出生于格拉西亚，当时格拉西亚还不是巴塞罗那的一部分。父親為何塞普·法布拉·罗卡（Josep Fabra i Roca），母親為卡罗利娜·波奇·马蒂（Carolina Poch i Marti），庞佩乌·法布拉在家中排行最小，上頭有11個兄姐。庞佩乌六岁时，全家搬到了巴塞罗那。
法布拉从小就致力于加泰罗尼亚语的研究。在1890- 1992年间，他通过《大街》（L'Avenç）杂志和出版社参加了一场加泰罗尼亚语正字法改革运动。1904年，他与著名律师兼作家华金·卡萨斯·卡尔博（Joaquim Casas i Carbo）合作出版了《加泰罗尼亚语拼写条约》一书。
尽管法布拉对语言学感兴趣，他在巴塞罗那研究的是工业工程，并且在1902年担任了毕尔巴鄂工程学校的化学教授。 他在毕尔巴鄂的任职期间，积极参与了 1906年的第一届加泰罗尼亚语国际会议。 这次会议使他在加泰罗尼亚语言学领域声名大噪。1911年，他回到巴塞罗那，担任加泰罗尼亚语教授——由巴塞罗那迪普塔奇奥（当地政府）设立的职位，还加入了新建立的加泰罗尼亚语研究所，成为文献学部的一员，并在之后担任其主席。1912年，他发布了他用西班牙语编纂的《加泰罗尼亚语法》词典。
这个研究所在1913年出版了《拼写规则》，在1917年出版了《拼写字典》，在1918年出版了《加泰罗尼亚语法》的官方版本。同一年，法布拉还编写了教材《加泰罗尼亚语法中学课程》，由加泰罗尼亚语教学保护协会出版。 他的《对话语言学》首次登在报纸《广告》上，之后收于"Popular Barcino"。他最著名的作品大概是 《加泰罗尼亚语通用字典 (1932年)》，后来，这本词典的第一版成为该研究所的官方词典。
1932年，由于他在科学上的声望，他被一致任命为巴塞罗纳共和国自治大学的教授(不要与后来的巴塞罗纳自治大学相混淆，后者是在20世纪60年代弗朗索瓦统治时期创建的)。次年，他被任命为大学管理委员会主席，1934年，在“10月6日事件”之后，他被监禁。当时，西班牙第二共和国的军队镇压了由Lluis company领导的加泰罗尼亚政府起义
1936年2月的选举之后，法布拉恢复了教职，但那年7月西班牙爆发内战，当巴塞罗那被弗朗索瓦军队侵略时，他不得不逃离自己的国家。到1939年，他被流放到法国，在那里他忍受了许多苦难。1946年，他在巴黎和蒙彼利埃主持了Jocs花卉文学比赛。他最终搬到了法国加泰罗尼亚地区的Prada de Conflent，并于1948年12月25日在那里去世。
流亡期间，他在安道尔（Andorra）立了遗嘱，以便使之留在以加泰罗尼亚语为官方语言的国家。

## 遗产
每年，他在普拉达附近翠莎修道院（Abbey of Saint-Michel-de-Cuxa）的坟墓都会被成千上万的加泰罗尼亚人参观。
巴塞罗那庞佩乌法布拉大学（The Universitat Pompeu Fabra）以他的名字命名。

## 著作

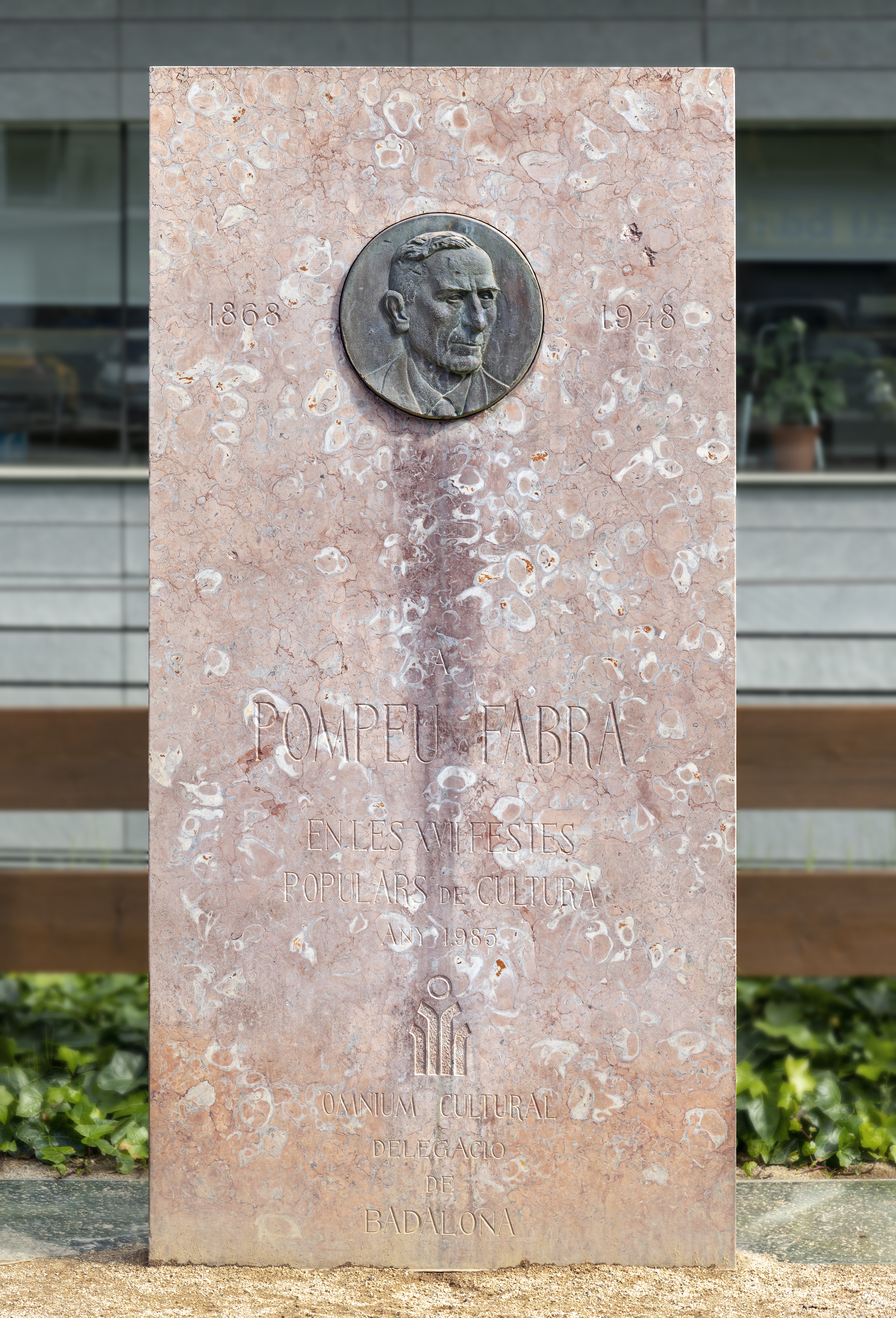
巴达洛纳的庞佩乌·法布拉纪念碑。

- Tractat de ortografia catalana (1904)
- Qüestions de gramàtica catalana (1911)
- La coordinació i la subordinació en els documents de la cancilleria catalana durant el segle XIV (1926)
- Diccionari ortogràfic abreujat (1926)
- La conjugació dels verbs en català (1927)
- Diccionari ortogràfic: precedit d'una exposició de l'ortografia catalana (1931)
- El català literari (1932)

## 外部連結
- . . Enciclopèdia Catalana. （文） 英語版
- Biographical notice by Josep Pla （页面存档备份，存于）